# Lauve
La Lauve est une rivière française du département de la Côte d'Or, en région Bourgogne-Franche-Comté, et un affluent de la Bouzaise, donc un sous-affluent du fleuve le Rhône par le Meuzin, la Dheune et la Saône.

## Géographie
De 11 km de longueur, la Lauve prend sa source sur la commune de Ladoix-Serrigny, à 220 m d'altitude, près du lieu-dit Ladoix. 
Elle coule ensuite vers le sud-est,, traverse la commune de Ruffey-lès-Beaune, pour se jeter dans la Bouzaise au niveau des communes de Meursanges et Marigny-lès-Reullée, à 184 m d'altitude.
Elle traverse également des hameaux comme Corcelles, Varennes, Travoisy et Grandchamps.

### Communes et cantons traversés
Dans le seul département de la Côte-d'Or, la Lauve traverse les quatre communes de Ladoix-Serrigny (source),  Ruffey-lès-Beaune, Meursanges, Marigny-lès-Reullée (confluence). 
Soit en termes de cantons, prend source et conflue dans le même canton de Ladoix-Serrigny, dans l'arrondissement de Beaune, et dans l'intercommunalité Communauté d'agglomération Beaune Côte et Sud.

### Bassin versant
La Lauve traverse une seule zone hydrographique « La Dheune de la Bouzaise à la Saône » (U303)

### Organisme gestionnaire
L'organisme gestionnaire est le SMBLR ou syndicat mixte d'aménagement Bouzaize - Lauve - Rhoin,.

## Affluents
La Lauve a quatre tronçons affluents référencés dont un seul est de plus de dix kilomètres de longueur :
- Le Rhoin (rd[note 2]), 22,4 km qui vient de Bouilland sans affluent et de rang de Strahler un.

Les trois autres affluents de moins de six kilomètres de longueur sont :
- Les Échances (rd) 5 km sur les quatre communes de Ladoix-Serrigny (source), Chorey-les-Beaune, Vignoles, Ruffey-lès-Beaune (confluence) de rang de Strahler deux avec un affluent :
  - Le Ruisseau des Brenots (rd) 3,1 km sur les deux communes de Aloxe-Corton (source) et Chorey-les-Beaune (confluence) confluant à quelques mètres au nord-ouest de l'autoroute de Lorraine-Bourgogne ou A31.
- le ruisseau de la Goutte (rd) 3 km sur les deux communes de Vignolles (source) et Ruffey-lès-Beaune (confluence) qui vient du hameau de Gigny.
- Le ruisseau Ivoize (rg) sur la seule commune de Ruffey-lès-Beaune.

### Rang de Strahler
Donc le rang de Strahler de la Lauve est de trois par les Echances et le ruisseau des Brenots.

## Hydrologie
Son régime hydrologique est dit pluvial océanique.